# Modrovka
Modrovka (węg. Kismodró) – wieś i gmina (obec) w powiecie Nowe Miasto nad Wagiem, w kraju trenczyńskim, w zachodniej Słowacji. Zamieszkuje ją około 196 osób (dane z roku 2016).

## Historia
Wieś została wspomniana po raz pierwszy w 1348 w dokumentach historycznych.

## Geografia
Centrum wsi leży na wysokości 173 m n.p.m. Gmina zajmuje powierzchnię 3,16 km².